# Крунисање (филм)
„Крунисање“ је југословенски филм из 1970. године. Режирао га је Јован Коњовић, који је написао и сценарио за филм.

## Улоге
| Глумац              | Улога |
| ------------------- | ----- |
| Иван Бекјарев       |       |
| Ђурђија Цветић      |       |
| Милан Гутовић       |       |
| Петар Краљ          |       |
| Маријан Ловрић      |       |
| Татјана Лукјанова   |       |
| Оливера Марковић    |       |
| Олга Савић          |       |
| Власта Велисављевић |       |
| Миливоје Живановић  |       |